# 卡登堡酒业
卡登堡酒业（König Ludwig GmbH & Co. KG Schlossbrauerei Kaltenberg）是一家位于德国上巴伐利亚行政区菲斯滕费尔德布鲁克的啤酒厂。該啤酒厂的歷史可以追溯到巴伐利亞王國時期。2021年時，該啤酒廠的業主是维特尔斯巴赫王朝家族的柳特波德王子，他是巴伐利亞王國最后一位国王路德维希三世的曾孙。

## 历史
维特尔斯巴赫王朝家族在1260年就已经拥有了一家啤酒厂。32年后，巴伐利亚公爵鲁道夫一世建造了卡尔特贝格城堡，如今卡尔特贝格城堡是卡登堡酒业啤酒厂的部分设施所在地。現今的卡登堡酒业于1870年开业。